# Roger de Hainaut
Roger de Hainaut, mort en 1093, fut évêque de Châlons-en-Champagne de 1066 à 1093. Il était fils d'Herman, comte de Hainaut et de Richilde.

## Biographie
Ses parents s'étant mariés vers 1040, il ne pouvait avoir plus de dix ans à la mort de son père en 1051. Richilde, sa mère, détestait Herman et se remaria avec Baudouin, fils de comte de Flandre et chercha à lui transmettre le Hainaut. Pour ce faire, elle fit rentrer ses enfants en religion. Roger fut donc tonsuré, ordonné prêtre et devint par la suite évêque de Châlons-en-Champagne.